# قطعنامه ۲۵۹ شورای امنیت
قطعنامه  ۲۵۹ شورای امنیت سازمان ملل متحد که در تاریخ ۲۷ سپتامبر ۱۹۶۸ تصویب شد، سندی بین‌المللی دربارهٔ وضعیت خاورمیانه است. این قطعنامه طی نشست ۱۴۵۴ام 
با ۱۲ موافق،۰ مخالف و۳ ممتنع تصویب شد.